# Список війн за участю Албанії
У цій статті наведено неповний перелік вїйн та збройних конфліктів за участю Албанії, албанського народу, та регулярної албанської армії.
В переліку вказана назва конфлікту, дата, воюючі сторони, і його результат.
      Перемога Албанії
      Поразка Албанії
      Інший результат (Мирний договір або невизначений результат, статус кво, результат громадянської війни, невідомий результат)
      Незавершений конфлікт

## Албанія в середні віки,Князівство Арбанон, доОблоги Шкодри
| Дата      | Конфлікт                         | Перша сторона                        | Друга сторона                                                                 | Результат                                                                                |
| --------- | -------------------------------- | ------------------------------------ | ----------------------------------------------------------------------------- | ---------------------------------------------------------------------------------------- |
| 1208—1216 |                                  | Арбанські повстанці                  | Зета, Венеційська республіка                                                  | Перемога                                                                                 |
| 1257—1259 | Повстання Арбанона               | Арбанські повстанці                  | Нікейська імперія                                                             | Спочатку перемога повстанців і їх перемога, потім придушення повстання, і знов повстання |
| 1274—1281 | Візантійсько-Анжуйська війна     | Візантійська імперія, албанці        | Албанське королівство, Анжуйська династія Капетингів, Сицилійське королівство | Перемога                                                                                 |
| 1358—1368 | Повстання в Топії проти анжуйців | Албанський рід Топія                 | Анжуйське Неаполітанське королівство, Албанське королівство                   | Перемога                                                                                 |
| (1359)    | Битва при Ахелої                 | Албанська родина Лоша і родина Шпата | Епірський деспотат                                                            | Перемога                                                                                 |

## 1939—1990
| Дата      | Конфлікт                                      | Перша сторона                                                          | Друга сторона                                                                                         | Результат |
| --------- | --------------------------------------------- | ---------------------------------------------------------------------- | --- | --- |
| 1940—1941 | Італо-грецька війна                           | Королівство Італія - Албанія                                           | Грецьке королівство                                                                                   | * тактична перемога Греції, розгром італійської армії - стратегічна перемога країн Осі після втручання Німеччини                                 |
| 1941      | Операція «Ауфмарш 25»                         | Третій Рейх Королівство Італія - Албанія Угорське королівство          | Королівство Югославія                                                                                 | Окупація Югославії коаліцією держав на чолі з Німеччиною                                                                                         |
| 1939–1944 | Албанський опір під час другої світової війни | Національно-визвольна армія Албанії Легалітеті Бали Комбетар (до 1943) | Третій Рейх - Албанія Королівство Італія - Албанія Бали Комбетар (з 1943) Друга ліга Прізрен (з 1943) | Перемога албанських комуністів - Звільнення Албанії від окупації країн Осі. - Перемога над Бали Комбетар. - Албанія стає комуністичною державою. |

## 1991—20..
| Дата      | Конфлікт        | Перша сторона           | Друга сторона        | Результат         |
| --------- | --------------- | ----------------------- | -------------------- | ----------------- |
| 1998—1999 | Косовська війна | Армія визволення Косова | Сербія та Чорногорія | Кумановська угода |